# Février 1857

## Événements
- Février - mars, Roumanie : formation à Iași et à Bucarest des « Comité électoraux de l’Union » pour préparer les élections des divans ad hoc. Elles ont lieu en juillet en Moldavie, mais donnent lieu à des contestations. La France, rejointe par la Russie, la Prusse et la Sardaigne, proteste auprès de Constantinople.

- 1er février, Belgique : inauguration du chemin de fer de Kontich à Lierre (administration des chemins de fer de l'état)

- 5 février : la constitution fédérale mexicaine met en place un parlement unicaméral.
  - Lois libérales de réforme au Mexique (1857-1859). Elles mènent à la suppression du système de propriété collective des terres et à la sécularisation des terres du clergé.

## Naissances
- 5 février : Paul Schaan, peintre français († 27 mai 1924).
- 10 février : Marie Callot, couturière française († 11 décembre 1927).
- 11 février : Hans Bohrdt, peintre allemand († 19 décembre 1945).
- 18 février : Max Klinger, peintre, sculpteur et graphiste symboliste allemand († 5 juillet 1920).
- 21 février : Jules de Trooz, homme politique belge († 31 décembre 1907).
- 22 février : Robert Baden-Powell, fondateur du scoutisme
- 26 février : Émile Coué, inventeur de la méthode qui portera son nom

## Décès
- 7 février : Félix de Mérode, homme politique belge (° 13 février 1791).